# Rybogryf

Rybogryf

Rybogryf (gryf morski), rybozwierz – godło heraldyczne, zbliżone wyglądem do gryfa. Rybogryf posiada tułów lwa, orle skrzydła, szpony i głowę oraz końskie uszy, jednak w odróżnieniu od gryfa zamiast tylnych łap ma rybi ogon.
Arthur Charles Fox-Davies i Graham Johnston podają, że rybogryf widniał w herbie śląskiej rodziny Mestich, jak również jednej lub dwóch rodzin pochodzących z Pomorza (w tym drugim przypadku bestia nie miała skrzydeł).
Rybogryfy heraldyczne, podobnie jak gryfy najczęściej wyobrażone są z otwartym dziobem, zwrócone do prawej strony trzymającego tarczę (prawa strona heraldyczna), z wzniesionymi szponami.
Herbem Rybogryf pieczętowali się Święcowie i Puttkamerowie. Rybogryf występuje najczęściej w heraldyce pomorskiej, np. w herbach Darłowa, Sławna.

Herb Darłowa
Herb Sławna
Herb powiatu sławieńskiego
Herb Sianowa
Herb gminy Potęgowo
Herb rodu Puttkamerów
Herb Łeby